# Mihai Bucliș
Mihai Dumitru Bucliș (n. 3 iulie 1969) este un general de brigadă din Armata Republicii Moldova, fost comandant (rector) al Academiei Militare „Alexandru cel Bun” și comandant al Forțelor Terestre ale Republicii Moldova, actualmente locțiitor șef la Marele Stat Major al Armatei Naționale. Este originar din satul Ciuciulea, raionul Glodeni. Este căsătorit și are doi copii.

## Studii
- Școala militară superioară de tancuri și blindate, Kiev, Ucraina, 1991
- Universitatea Națională de Apărare a Forțelor Armate, Kiev, Ucraina, 1999
- Academia de Înalte Studii Militare „Carol I”, București, România, 2002
- Colegiul Național de Apărare, București, România, 2012